# Kozárovice
Kozárovice település Csehországban, a Příbrami járásban. Kozárovice Bukovany, Kožlí, Lety, Kovářov, Zalužany, Cetyně, Bohostice, Klučenice és Chraštice településekkel határos. Lakosainak száma 396 fő (2024. január 1.).

## Népesség
A település lakosságának változását az alábbi diagram mutatja:
| Lakosok száma | 948  | 1010 | 897  | 638  | 503  | 325  | 372  | 387  | 392  | 396  |
|               | 1869 | 1890 | 1921 | 1950 | 1980 | 2001 | 2017 | 2019 | 2022 | 2024 |